# Андирон

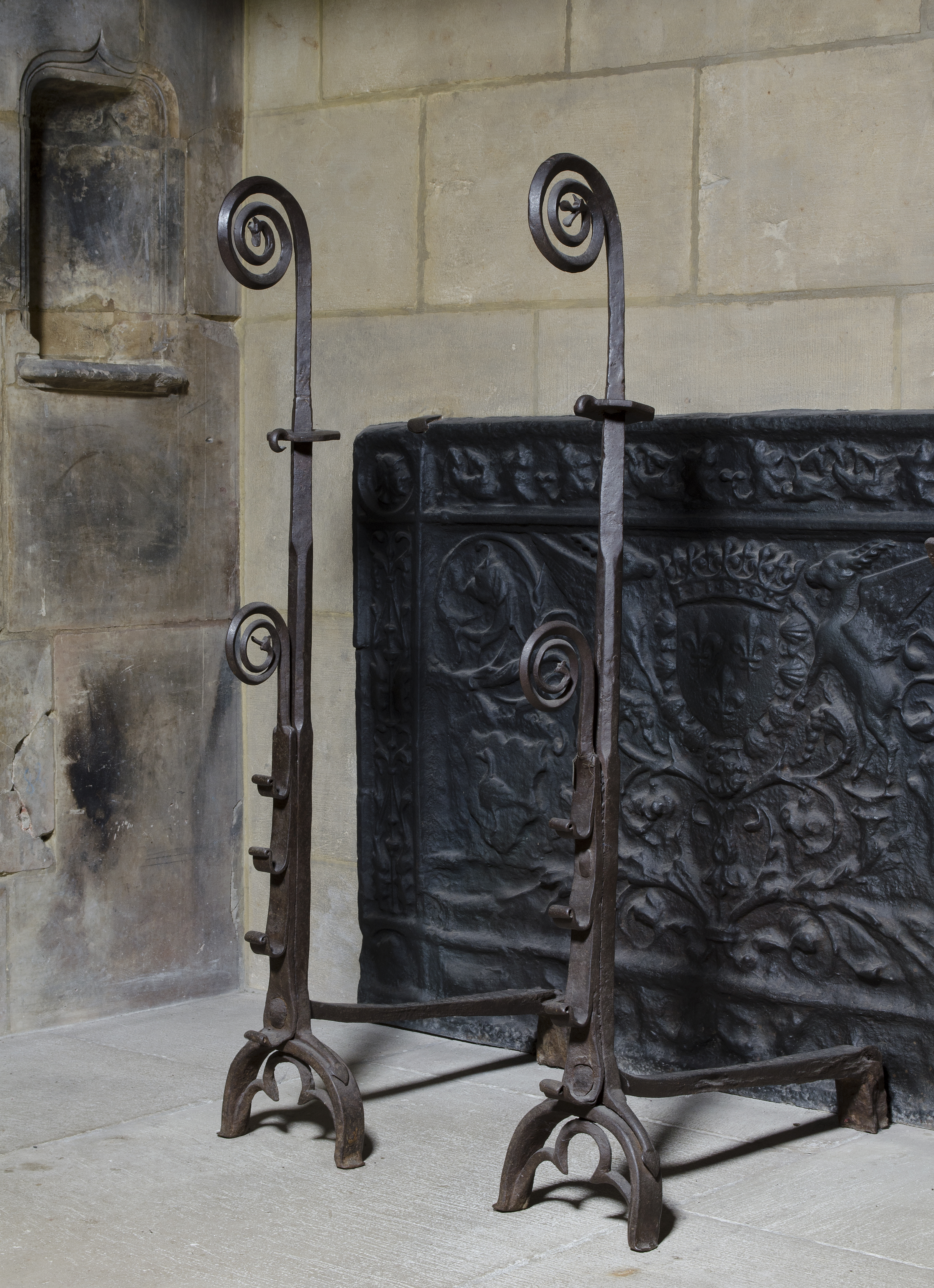
Средневековые андироны из Франции, около 1400 года, с кронштейнами для вертелов

Андирон, или каминная собака (англ. andiron, firedog) — железная подставка для дров в каминах открытого типа. Обеспечивает лучшее горение и меньшее количество дыма, приподымает поленья над дном камина, что приводит к лучшей циркуляции воздуха. Представляет собой пару подставок, на которые кладутся поленья, вертикальные элементы препятствуют выкатыванию дров из камина. Дизайн андиронов может быть простым и утилитарным, а может быть богато декорированным и использоваться в оформлении интерьеров. Вертикальные элементы часто украшались сложным декором или выполнялись в виде статуэток. Простые андироны, называемые кобиронами, с держателями для вертелов, использовались на кухне.

## История

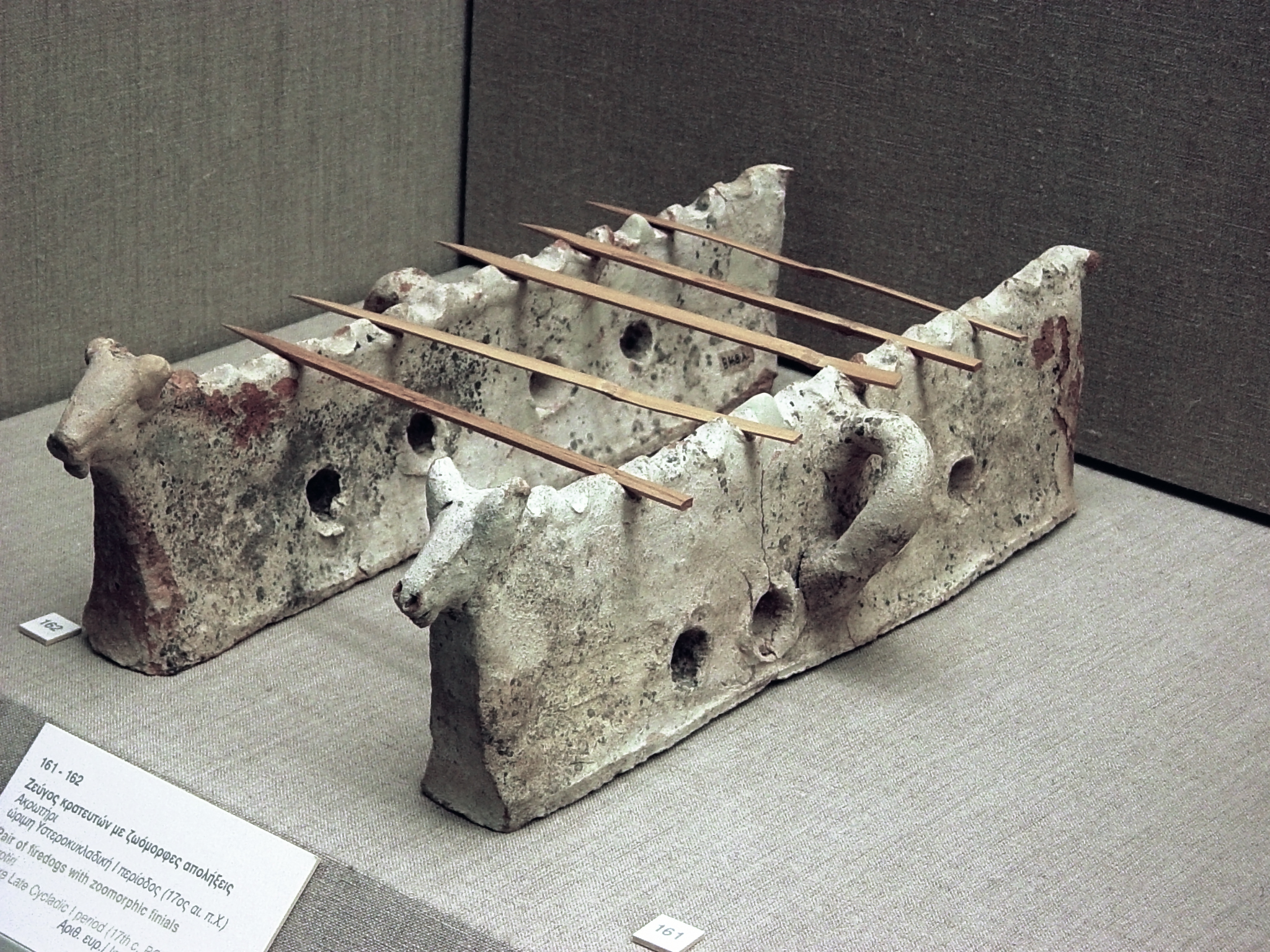
Пара минойских керамических андиронов, XVII век до н. э.

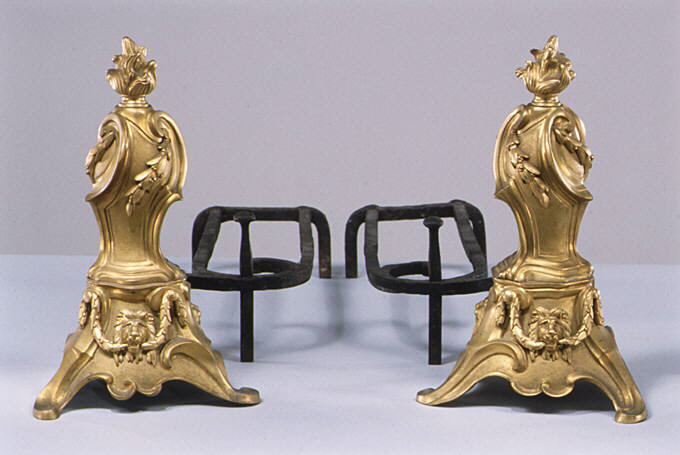
Французские андироны, конец XVIII века. Позолоченная бронза и кованое железо

До эпохи Возрождения европейские подставки для дров, практически всегда сделанные полностью из железа, были сравнительно простого дизайна и утилитарными. Андироны и каминные отражатели были одними из первых предметов, которые начали изготавливать из чугуна (широко использовавшегося на Западе начиная с XV века). Эта тенденция началась в Англии в 1540-х годах: до XIX века чугун был достаточно хрупким, но каминные подставки не несли серьёзных нагрузок, и чугун отлично подходил своей дешивизной для этих целей. Однако с эпохи Возрождения передняя вертикальная деталь андиронов все чаще декорировалась и изготавливалась из другого металла, например, латуни, бронзы или серебра, что позволяло лить металлы, значительно увеличивая возможности декоративного оформления. Английские подставки конца XVII века часто имели сложные латунные передние части, иногда украшенные эмалью.
Наибольшего художественного развития каминные подставки достигли во времена Людовика XIV. С XVIII века камины все чаще оснащались встроенными металлическими решетками для удержания дров; позднее использование угля привело к ненужности андиронов. Однако андироны часто сохраняли в качестве декоративных элементов, а иногда в качестве подставки для кочерги или каминных щипцов.

## Этимология

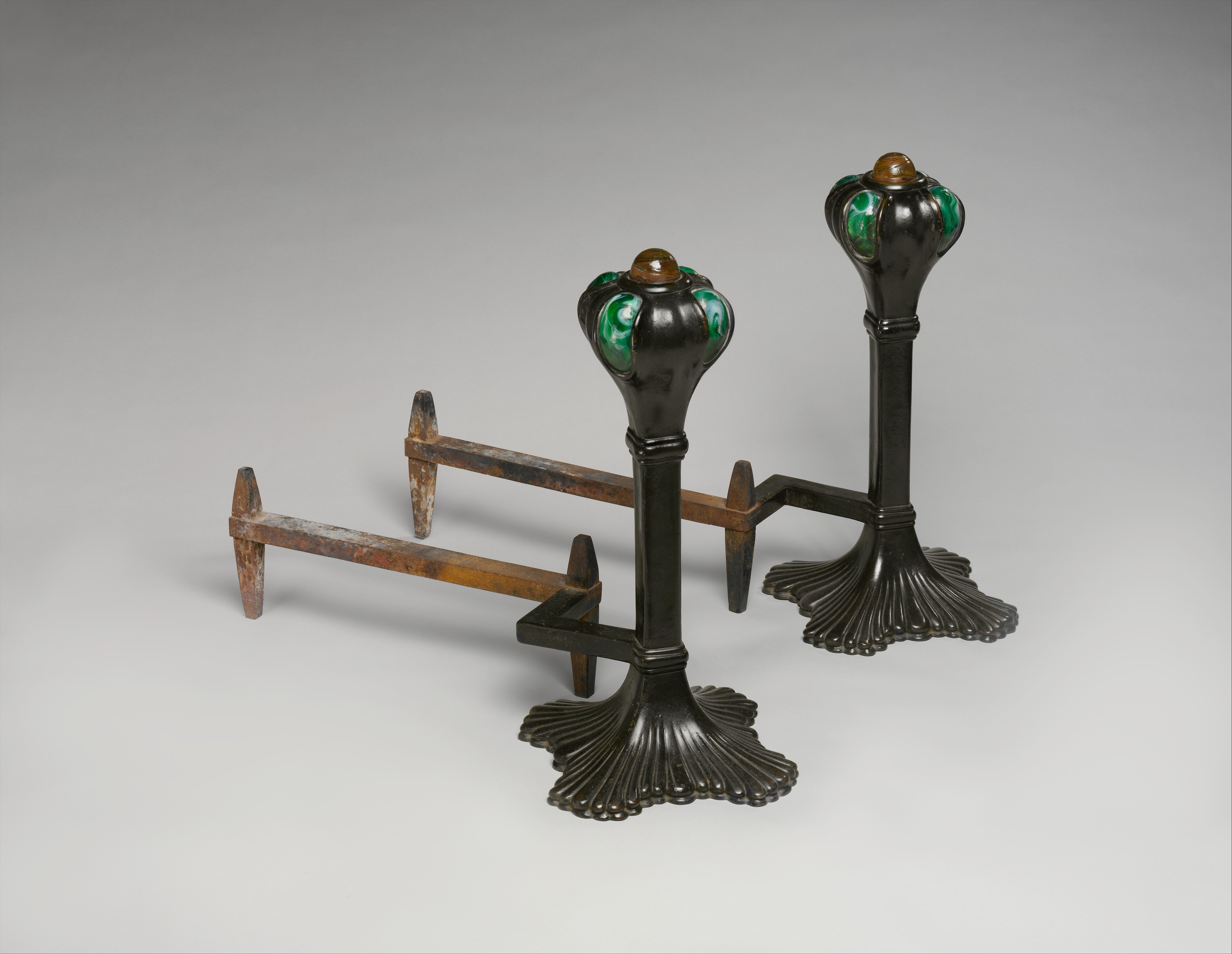
Пара андиронов, Луис Тиффани, 1894, бронза, стекло и железо

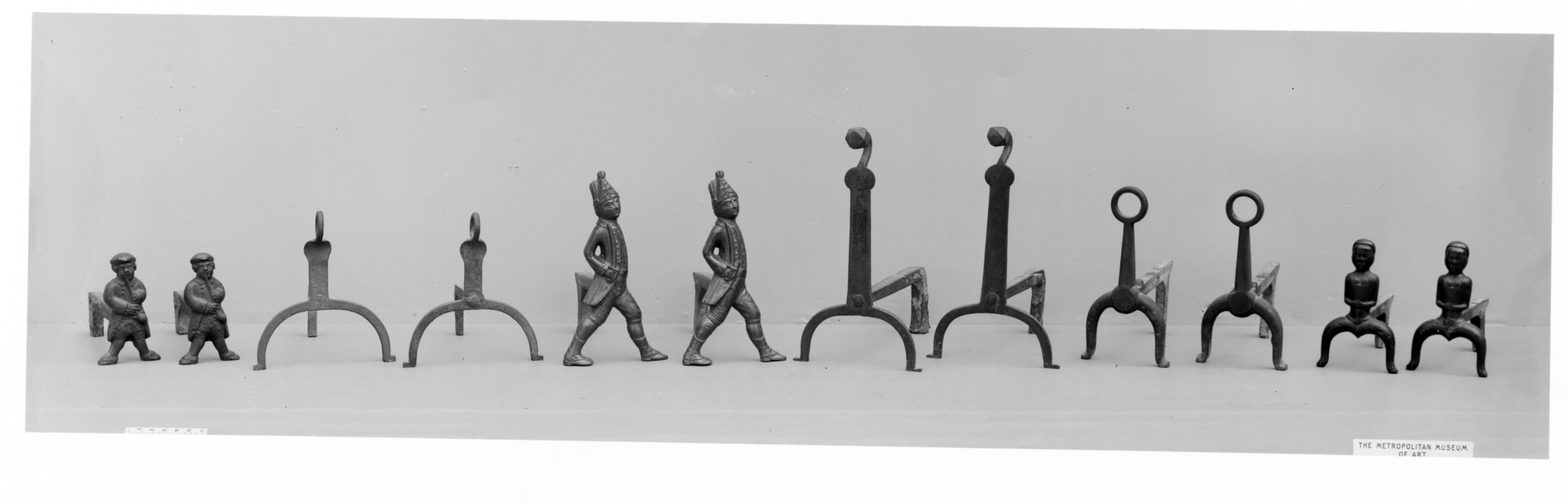
Американские андироны, 1770—1800 гг.

Самое раннее известное использование термина андирон относится к среднеанглийскому периоду (1150—1500 гг.) английского языка и является заимствованием из старофранцузского языка (фр. aundyre) (также встречается в средневековой латыни в формах andena, anderia, anderius). Происхождение французского слова неясно. Однако в английском слово вскоре стало ассоциироваться со словом iron (железо) через народную этимологию, что привело к форме andiron. Иногда это слово ещё больше народно-этимологизировалось как hand-iron. В результате реанализа французской формы l’andier ('подставка') как одного слова, французский термин впоследствии стал landier, что дало начало английским формам landiron.
Термин каминная собака или огненная собака (англ. firedog) возник, вероятно, из-за сходства подставки с собакой, лежащей у огня. Однако в английском языке эта форма могла быть также под влиянием французского: другое французское название для подставки — chenet, что изначально означало «маленькая собака».